# Dipoena lesnei
Espèce
Dipoena lesnei est une espèce d'araignées aranéomorphes de la famille des Theridiidae.

## Distribution
Cette espèce est endémique d'Algérie. 

## Description
La femelle holotype mesure 3 mm.

## Étymologie
Cette espèce est nommée en l'honneur de Pierre Lesne.

## Publication originale
- Simon, 1899 : Liste des arachnides recueillis en Algérie par M. P. Lesne et description d'une espèce nouvelle. Bulletin du Muséum National d'Histoire Naturelle, Paris, vol. 5, p. 82-87 (texte intégral).